# Copa Europeia CONIFA de 2022
A Sportsbet.io Copa Europeia CONIFA de 2021, renomeada posteriormente como Copa Europeia CONIFA de 2022, seria a quarta edição da Copa Europeia CONIFA, um torneio internacional de futebol para os estados, minorias, povos sem pátria e regiões não filiados à FIFA com filiação à Europa, organizado pela CONIFA. O torneio seria disputado em Nice.
Iniciantemente marcada para ocorrer entre 9 e 19 de junho de 2021 e, posteriormente, adiada para o período de 7 a 17 de julho devido a Pandemia de COVID-19, a competição acabou sendo cancelada em 6 de maio de 2021. Segundo os organizadores do evento, uma decisão sobre a realização do torneio em 2022 seria tomada até agosto. Em 10 de janeiro de 2022, a CONIFA anunciou em suas redes sociais que a competição seria disputada entre 3 e 12 de junho de 2022, sendo renomeada para CONIFA Euro 2022 e sendo disputada em Nice, assim como planejado anteriormente.
A menos de 1 mês do início do torneio, a CONIFA anunciou problemas de organização em relação ao anfitrião Nice. O torneio foi finalmente cancelado e, em 29 de outubro de 2022, a CONIFA anunciou que a edição de 2023 seria disputada em Chipre do Norte.

## Participantes
Um total de doze equipes participarão do torneio, tendo sido sorteadas conforme os três potes abaixo.
O Chipre do Norte desistiu de participar do torneio após o sorteio e foi substituído pela equipe das Duas Sicílias.
Após o sorteio, Ossétia do Sul, Abecásia e Chameria se retiraram do torneio, sendo substituídos, respectivamente, por Ilha de Elba, Sicília e Transcarpátia. As três novas equipes entraram direto no grupo antes ocupado pela equipe a qual substituiu. 
| Pote 1                                                              | Pote 2                                                   | Pote 3                                          |
| ------------------------------------------------------------------- | -------------------------------------------------------- | ----------------------------------------------- |
| - Condado de Nice (Anfitrião) - Ossétia do Sul - Padânia - Abecásia | - Lapônia - Armênia Ocidental - Duas Sicílias - Artsaque | - País Sículo - Chameria - Sardenha - Cornualha |

Existem também 3 equipes reservas para caso uma equipe seja forçada a se retirar do torneio:  Duas Sicílias,  Transcarpátia e  Ciganos.

## Partidas

### Fase de grupos
| Legenda das tabelas de grupos | Legenda das tabelas de grupos                  |
| ----------------------------- | ---------------------------------------------- |
|                               | Equipes classificadas para as quartas de final |

#### Grupo A
| Time            | Pts | J | V | E | D | GP | GC | SG |
| --------------- | --- | - | - | - | - | -- | -- | -- |
| Condado de Nice | 0   | 0 | 0 | 0 | 0 | 0  | 0  | 0  |
| Duas Sicílias   | 0   | 0 | 0 | 0 | 0 | 0  | 0  | 0  |
| Sardenha        | 0   | 0 | 0 | 0 | 0 | 0  | 0  | 0  |

|  |  | v |  |  |
|  |  |   |  |  |

|  |  | v |  |  |
|  |  |   |  |  |

|  |  | v |  |  |
|  |  |   |  |  |

#### Grupo B
| Time        | Pts | J | V | E | D | GP | GC | SG |
| ----------- | --- | - | - | - | - | -- | -- | -- |
| Sicília     | 0   | 0 | 0 | 0 | 0 | 0  | 0  | 0  |
| Lapônia     | 0   | 0 | 0 | 0 | 0 | 0  | 0  | 0  |
| País Sículo | 0   | 0 | 0 | 0 | 0 | 0  | 0  | 0  |

|  |  | v |  |  |
|  |  |   |  |  |

|  |  | v |  |  |
|  |  |   |  |  |

|  |  | v |  |  |
|  |  |   |  |  |

#### Grupo C
| Time         | Pts | J | V | E | D | GP | GC | SG |
| ------------ | --- | - | - | - | - | -- | -- | -- |
| Ilha de Elba | 0   | 0 | 0 | 0 | 0 | 0  | 0  | 0  |
| Artsaque     | 0   | 0 | 0 | 0 | 0 | 0  | 0  | 0  |
| Cornualha    | 0   | 0 | 0 | 0 | 0 | 0  | 0  | 0  |

|  |  | v |  |  |
|  |  |   |  |  |

|  |  | v |  |  |
|  |  |   |  |  |

|  |  | v |  |  |
|  |  |   |  |  |

#### Grupo D
| Time              | Pts | J | V | E | D | GP | GC | SG |
| ----------------- | --- | - | - | - | - | -- | -- | -- |
| Padânia           | 0   | 0 | 0 | 0 | 0 | 0  | 0  | 0  |
| Armênia Ocidental | 0   | 0 | 0 | 0 | 0 | 0  | 0  | 0  |
| Transcarpátia     | 0   | 0 | 0 | 0 | 0 | 0  | 0  | 0  |

|  |  | v |  |  |
|  |  |   |  |  |

|  |  | v |  |  |
|  |  |   |  |  |

|  |  | v |  |  |
|  |  |   |  |  |

### Fase final
|  | Quartas de final | Quartas de final |                |                | Semifinais | Semifinais |  |  | Final | Final |
|  |                  |                  |                |                |            |            |  |  |       |       |
|  | -Nice            |                  |                |                |            |            |  |  |       |       |
|  |                  |                  |                |                |            |            |  |  |       |       |
|  | ?                |                  |                |                |            |            |  |  |       |       |
|  | -Nice            |                  |                |                |            |            |  |  |       |       |
|  | ?                |                  |                |                |            |            |  |  |       |       |
|  | ?                |                  |                |                |            |            |  |  |       |       |
|  | -Nice            |                  |                |                |            |            |  |  |       |       |
|  |                  | ?                |                |                |            |            |  |  |       |       |
|  | ?                |                  |                |                |            |            |  |  |       |       |
|  |                  |                  | -Nice          |                |            |            |  |  |       |       |
|  | ?                |                  |                |                |            |            |  |  |       |       |
|  | ?                |                  |                |                |            |            |  |  |       |       |
|  | -Nice            |                  |                |                |            |            |  |  |       |       |
|  |                  | ?                |                |                |            |            |  |  |       |       |
|  | ?                |                  |                |                |            |            |  |  |       |       |
|  | -Nice            |                  |                |                |            |            |  |  |       |       |
|  | ?                |                  |                |                |            |            |  |  |       |       |
|  | ?                |                  | Terceiro lugar | Terceiro lugar |            |            |  |  |       |       |
|  | ?                | -Nice            | Terceiro lugar | Terceiro lugar |            |            |  |  |       |       |
|  |                  | ?                |                |                |            |            |  |  |       |       |
|  | ?                |                  | ?              |                |            |            |  |  |       |       |
|  | ?                |                  |                |                |            |            |  |  |       |       |
|  | ?                |                  |                | ?              |            |            |  |  |       |       |
|  | ?                |                  |                | ?              |            |            |  |  |       |       |
|  |                  |                  |                |                |            |            |  |  | -Nice |       |
|  |                  |                  |                |                |            |            |  |  |       |       |